# Иван Дойчинов
Иван Христов Дойчинов с псевдоним Диме Испанецът (на македонска литературна норма: Иван Дојчинов) е югославски партизанин, деец на комунистическата съпротива във Вардарска Македония.

## Биография
Роден е в Гевгели на 11 януари 1909 година. След Първата световна война емигрира в Аржентина и през 1932 г. става член на Аржентинската комунистическа партия. Става член на Секретариата на АКП в Буенос Айрес и на Антиимпералистическата лига на Аржентина. Сътрудничи активно на местните македонски организации и вестник „Македонски глас“. Арестуван е и прекарва две години и половина в затвора. 
Участва в Испанската гражданска война и става член на Испанската комунистическа партия. Пленен е и вкаран в лагер във Франция.
През 1941 г. се включва в НОВМ като инструктор на Покрайненския комитет на ЮКП за Македония. През 1941 г. става член на Покрайненския военен щаб. През май 1943 г. става командир на Кичевско-мавровския народоосвободителен партизански отряд и командир на Първа оперативна зона на НОВ и ПОМ. По-късно е назначен за заместник-командир на трета македонска ударна бригада, дивизия и корпус. Делегат е на Първото заседание на АСНОМ и Второто заседание на АСНОМ.
След Втората световна война завършва Военната академия „Фрунзе“. През 1948 г. се връща и става полковник и командир на Валевската военна област, а по-късно – и началник на Оперативното отделение на 5-а армейска област. В края на 1950 г. е арестуван. Осъден е на 9 години затвор на 1 ноември 1951 г. Между март 1952 и 1954 г. изтърпява наказанието си в Билеча, а после – в Голи Оток и затвора в Белград.
Помилван е през 1956 г. и освободен. Започва да работи в Металургичен завод в Скопие, но през юни 1958 г. отново е арестуван, а след 6 месеца е освободен. Тогава емигрира в България, но пак се връща по-късно в Скопие.
Носител на Партизански възпоменателен медал 1941 г..